# Mahdi Hadżizade
Mahdi Hadżizade Dżujbari (pers. مهدی حاجیزاده جویباری; ur. 11 września 1981 w Dżujbarze) – irański zapaśnik w stylu wolnym. Olimpijczyk z Aten 2004, gdzie zajął trzynaste miejsce w kategorii 74 kg.
Trzykrotny uczestnik mistrzostw świata, zdobył złoty medal w 2002.
Brąz na igrzyskach azjatyckich w 2002. Mistrz Azji z 2001.